# 阿拉斯泰爾·坎貝爾
阿拉斯泰爾·坎貝爾（Alastair Campbell，1957年5月25日—）是一位英國記者、主持人。他曾在1997年至2003年擔任英國前首相東尼·布萊爾在媒體對策方面的負責人，成功幫助布萊爾政權獲得英國大多數平面媒體的支持。

## 早年與個人生活
1957年5月25日，坎貝爾在英國西約克郡基斯利出生，父親是蘇格蘭獸醫唐納·坎貝爾(Donald Campbell)，母親是伊麗莎白。當他的父親成了當地的獸醫後，坎貝爾的雙親便搬到了基斯利。